# Frederick M. Smith

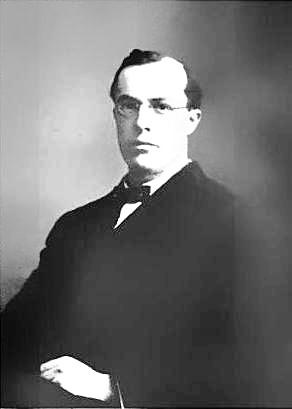
Frederick Madison Smith

Frederick Madison Smith (* 21. Januar 1874; † 20. März 1946), generell unter seinen Anhängern bekannt als Fred M., war ein Kirchenführer und Autor und der dritte Präsident der Gemeinschaft Christi. Er diente als Präsident von dem Jahr 1915, bis zu seinem Tod. Sein Großvater war Joseph Smith und sein Vater war Joseph Smith III, der erste Präsident, nachdem die Kirche reorganisiert worden war. Fred M. war der erste, der einen Abschluss gemacht hatte an der Graceland University. Außerdem schaffte er einen Ph.D. in Psychologie an der Clark University im Jahre 1916. Damit war er eine der gebildetsten Personen in seiner Kirche, zu dieser Zeit. Smith Kirchenführung war kontrovers. Ein Biograph nannte ihn einen „Mann der Gegensätze“ und eine der „kontroversesten Personen in der Kirchengeschichte“. Unter seiner Präsidentschaft begann die Kirche mehrere große Projekte, aber es gab auch eine Kontroverse wegen der Kontrolle über die Kirche.

## Biografie
Fred M. war eines der neun Kinder von Joseph Smith III und seiner zweiten Frau Bertha Madison Smith. Er wurde am 21. Januar 1874 in Plano geboren und am 20. Juli 1883 getauft.
Zusammenfassung seiner Bildung:
- 1895 ausgebildet an der Iowa City Academy
- 1896 University of Iowa
- 1898 B.A. von der Graceland University – der erste Abschlussjahrgang dieser Universität
- 1911 M.A. von der University of Kansas
- 1916 Ph.D. von der Clark University

Am 3. August 1897 heiratete Smith Alice Lyman Cobb (gestorben am 4. Mai 1926).

## Nachfolge der Präsidentschaft
Fred M. Smith wurde ein Ratgeber in der Ersten Präsidentschaft seiner Kirche im Jahre 1902. Als die Gesundheit seines Vaters abnahm, bekam er mehr und mehr Verantwortung in der Leitung der Kirche und ihrer Organisationen. Joseph Smith III starb am 10. Dezember 1914 und Fred M. wurde als der neue Präsident im folgenden Frühling ordiniert, am 5. Mai 1915.

## Zion und das soziale Evangelium
Smith war bekannt dafür, dass er die Konzepte der neu aufkommenden Soziologie und der Sozialhilfe mit den kirchlichen Vorstellungen von Zion verbinden wollte. Smith wurde dabei beeinflusst von der Social Gospel Bewegung. Diese wollte die christliche Ethik an den sozialen Problemen anwenden. Dies beinhaltete soziale Gerechtigkeit, das Gesundheitssystem, die Versorgung der Armen, Waisen und Alten. Im Allgemeinen wollte Smith diese Themen alle angehen unter dem Aufruf, „Zion zu bauen“. Auf diese Art unterstützte und modernisierte er das Konzept seines Großvaters, eine wirkliche Stadt Zions in Missouri zu bauen.
Um seine Vision zu erfüllen, begann Smith eine Menge an ambitionierten Programmen. Dies  beinhaltete den Bau eines Auditoriums, die Vergrößerung des kirchlichen Krankenhauses, den Bau eines Altenheims in Independence und den Start einer landwirtschaftlichen Kooperative.
Als Teil seines Modernisierungsprogrammes nutzte Smith das Radio. Im Jahre 1924 wurde die der Kirche gehörende Radiostation, die erste kirchliche Radiostation in den Vereinigten Staaten mit einer Lizenz.
Smith war der Präsident der Kirche in den Jahren der Weltwirtschaftskrise. Deshalb wurden viele Projekte verschoben oder abgebrochen, da die Kirche in finanziellen Schwierigkeiten war.

## Kontrolle über die Kirche
Es gab eine Kontroverse in der Kirche, wer die Kontrolle über diese hat. Diese Kontroverse führte zu einem erheblichen Mitgliederschwund. Die Mitglieder, die gegen diese Politik waren, gründeten ihre eigenen abgespaltenen Kirchen. Smith war der erste Präsident der Kirche, der seinen Rücktritt einreichte. Jedoch lehnte die Generalkonferenz seiner Kirche diesen Rücktritt ab.
Er starb im Jahre 1946 und sein Nachfolger wurde sein Bruder Israel A. Smith.
Die Frederick-Madison-Smith-Bibliothek ist eine von zwei Bibliotheken der Graceland University. Sie liegt auf ihrem Campus in Lamoni und öffnete im Jahre 1966.